# Andrzej Przedworski
Andrzej Przedworski (ur. 14 października 1943 w Radomiu, zm. 7 lipca 2002 w Warszawie) – polski scenograf filmowy i teatralny oraz dekorator wnętrz. Był absolwentem Wydziału Rzeźby ASP w Warszawie i Studium Scenografii Józefa Szajny.
Jedną z jego pierwszych samodzielnych prac w filmie była oprawa plastyczna do Gorączki Agnieszki Holland (1980 rok), za co otrzymał (ex-aequo z własną scenografią do Wahadełka) nagrodę na Festiwalu Polskich Filmów Fabularnych w Gdańsku. Później jeszcze trzykrotnie był wyróżniany na tym festiwalu (w 1986 za Osobisty pamiętnik grzesznika, w 1990 Pożegnanie jesieni i w 1995 za Łagodna oraz Horror w Wesołych Bagniskach).
Współpracował m.in. z Filipem Bajonem (Wahadełko, Engagement, Limuzyna Daimler Benz, Magnat, Aria dla atlety), Wojciechem Hasem (Osobisty pamiętnik grzesznika), Juliuszem Machulskim (Vabank i Vabank II, czyli riposta), Mariuszem Trelińskim (Pożegnanie jesieni, Łagodna). W latach 90. uczestniczył w realizacji najbardziej kasowych polskich produkcji, jak Psy Władysława Pasikowskiego, Bandyta Macieja Dejczera, Fuks Macieja Dutkiewicza, czy Chopin. Pragnienie miłości Jerzego Antczaka.
Zmarł w czasie kręcenia zdjęć do Pornografii Jana Jakuba Kolskiego. Pośmiertnie otrzymał za scenografię do tego obrazu Złotego Orła.

## Wybrana filmografia
- 2003 – Pornografia
- 2002 – Chopin. Pragnienie miłości
- 2000 – Żółty szalik
- 1999 – Fuks
- 1997 – Bandyta
- 1996 – Noce graffiti
- 1995 – Łagodna
- 1995 – Horror w Wesołych Bagniskach
- 1994 – Psy 2. Ostatnia krew
- 1994 – Dama kameliowa
- 1993 – Uprowadzenie Agaty
- 1993 – Pożegnanie z Marią
- 1992 – Psy
- 1990 – Pożegnanie jesieni
- 1988 – Nowy Jork, czwarta rano
- 1987 – Sonata marymoncka
- 1987 – Łuk Erosa
- 1986 – Magnat
- 1986 – Cudowne dziecko
- 1985 – Osobisty pamiętnik grzesznika przez niego samego spisany
- 1984 – Vabank II, czyli riposta
- 1984 – Engagement
- 1983 – Wierna rzeka
- 1983 – Kartka z podróży
- 1982 – Klakier
- 1981 – Wojna światów – następne stulecie
- 1981 – Wahadełko
- 1981 – Vabank
- 1981 – Limuzyna Daimler-Benz
- 1980 – Gorączka
- 1980 – Ćma
- 1979 – Klucznik
- 1979 – Aria dla atlety
- 1978 – Azyl

## Nagrody i nominacje
- Nagroda za scenografię na Festiwalu Polskich Filmów Fabularnych:
  - 1995 – Łagodna i Horror w Wesołych Bagniskach
  - 1990 – Pożegnanie jesieni
  - 1986 – Osobisty pamiętnik grzesznika przez niego samego spisany
  - 1981 – Gorączka i Wahadełko
- Złoty Orzeł za scenografię:
  - 2003 – Pornografia i Chopin. Pragnienie miłości
  - 2001 – Operacja Koza (nominacja)
  - 2000 – Fuks (nominacja)